# Dark Souls (серія відеоігор)
Dark Souls — серія рольових бойовиків у жанрі темного фентезі, розроблена компанією FromSoftware і видана Bandai Namco Entertainment. Її створив Хідетака Міядзакі. Серія почалася з випуску гри Dark Souls у 2011 році, після чого вийшли два сіквели: Dark Souls II у 2014 та Dark Souls III у 2016. Серія отримала високу оцінку від критиків, і найбільш обговорюваною був її високий рівень складності. Перша частина, Dark Souls, часто називається одною з найкращіх ігор всіх часів. Станом на 2023 рік, за межами Японії було продано понад 35 мільонів копій серії. Інші гри від FromSoftware, такі як Demon's Souls, Bloodborne, Sekiro: Shadows Die Twice та Elden Ring, окрім того що мають схожі ідеї, також сприяли формуванню ігрового піджанру Soulslike.

## Сетинг
Події ігор відбуваються у Лордрані, де персонаж бореться з лицарями, драконами, привидами, демонами та іншими монстрами або надприродними істотами. Накопичення, втрата і повернення душ є ключовими елементами як сюжету, так і ігрового процессу серії Dark Souls. Ігри об'єднані спільним сетингом та всеосяжним, циклічним наративом, що обертається навкого вогню, а також спільними темами та елементами, такими як взаємодія з привидами та боротьба з демонами. Наприкінці кожної гри персонаж може або відновити «перше полум'я», або дозволити йому згаснути, повторюючи вибір, зроблений попередниками.

## Геймплей
Ігри Dark Souls граються від третьої особи та зосереджені на дослідженні взаємопов'язаних локацій і боях з ворогами за допомогою різної зброї та магії. Гравці борються з босами для просування сюжету і взаємодіють із неігровими персонажами. Протагоніст кожної гри може мати різну стать, зовнішність, ім'я та початковий клас обраний через систему створення персонажа. Гравці можуть вибирати між такими класами, як лицар, варвар, розбійник та маг. Кожен клас має своє початкове спорядження та здібності, які можна налаштовувати відповідно до досвіду і вибору гравця в процесі гри. У боях, гравець отримує душі, що діють одночасно як очки досвіду для підвищення рівня, так і як валюта для купівлі предметів. Здобуті душі зазвичай пропорційні складності бою з певними ворогами: чим складніший ворог, тим більше душ гравець отримає, здолавши його.
Ключових елементами серії є прогрес, смерть і навчання гравців. Багаття служать чекпоїнтами у серії, відновлюючи здоров'я та інші важливі ресурси під час використання, але водночас приводять до респавну більшості ворогів і перешкод, що ускладнює повернення до попередніх безпечних місць під час просування по грі. Після втрати усіх очок здоров'я та смерті, гравці втрачають свої душі та повертаються до останньо використанного багаття. Якщо гравець зможе повернутися до місця своєї загибелі (свого «кривавого сліду») без повторної загибелі, він може повернути втрачені душі. Однак, якщо гравець помре ще раз, не досягнувши свого сліду, душі будуть втрачені назавжди. Важливо зазначити, що використання багаття та повернення до нього після смерті мають однаковий ефект, за винятком того, що після смерті гравець втрачає накопичені душі. Таким чином, ігри заохочують гравців не боятися смерті, оскільки вона є частиною навчання та прогресу[джерело?]. Під час повернення до місця загибелі гравець знову долає ворогів, заробляючи більше душ, що дозволяє як персонажу, так і гравцю отримати більше досвіду.
В одноосібний ігровий процес серії інтегрована онлайн-взаємодія. У різних зонах гри гравці можуть на короткий час побачити дії інших гравців у вигляди привидів, що може допомогти знайти приховані коридори або перемикачі. Коли гравець помирає, у світі інших гравців може залишатися «кривавий слід», при активації якого з'являється привід, що відтворює останні моменти цього гравця, показуючи, як саме він помер, що може допомогти іншим уникнути аналогічної долі. Гравці можуть залишати на землі повідомлення, іноді з підказками та попередженнями. Багатокористувацька гра може включати як бої гравців між собою, так і кооператив, з використанням механік вторгнення або виклику. Гравці також можуть вступати до ковенантів — своєрідних «фракцій», які дозволяють глибше зануритися в багатокористувацький режим.

## Ігри
| 2011 | Dark Souls     |
| 2012 |                |
| 2013 |                |
| 2014 | Dark Souls II  |
| 2015 |                |
| 2016 | Dark Souls III |

### Dark Souls
Dark Souls є першою грою серії. Її вважають духовним спадкоємцем гри Demon's Souls (2009). FromSoftware хотіли розробити продовження Demon's Souls, але не могли це зробити на інших платформах, оскільки Sony володіли інтелектуальною власністю. Гра була випущена у 2011 році для PlayStation 3 і Xbox 360. У 2012 році було випущено Dark Souls: Prepare to Die Edition для Windows, PlayStation 3 і Xbox 360, яке включало базову гру та завантажуваний контент Artorias of the Abyss. Події гри розгортаються у фіктивному королівстві Лордран. Гравці беруть на себе роль проклятого людського персонажа, який вирушає, щоб з'ясувати долю інших проклятих людей, таких як він сам. Сюжет розповідається головним чином через деталі навколишнього середовища, описи ігрових предметів і діалоги з неігровими персонажами. Гравці повинні самостійно зібрати усі підказки, щоб зрозуміти історію, оскільки вони не можуть її отримати через традиційні засоби, як-от катсцени. Dark Souls і його попередник Demon's Souls отримали визнання завдяки високому рівню складності. У травні 2018 року була випущена версія з деякими покращеннями у графіці та ігровому процессі — Dark Souls: Remastered

### Dark Souls II
Dark Souls II вперше було анонсовано наприкінці 2012 року під час Spike Video Game Awards. Це єдина гра в серії, в створенні якої Хідетака Міядзакі не брав участі, лише спостерігаючи за процесом. Гра була випущена в 2014 році для Windows, PlayStation 3, and Xbox 360. У 2015 році була випущена оновлена версія гри під назвою Dark Souls II: Scholar of the First Sin, яка включала завантажуваний контент The Lost Crowns. Ця версія доступна для Windows, PlayStation 3, Xbox 360, PlayStation 4 і Xbox One, причому для останніх двох платформ випустили також фізичні версії. Події гри розгортаються в королівстві Дранґлейк, де гравець повинен знайти зцілення від прокляття нежиті. Хоча події відбуваться в тому ж всесвіті, що і попередня гра, прямих сюжетних зв'язків з Dark Souls немає.

### Dark Souls III
Dark Souls III вийшов у 2016 році для Windows, PlayStation 4 і Xbox One. Порівняно з попереднями іграми серії, геймплей у Dark Souls III швидше, що частково було пов'язано з механіками гри Bloodborne. Події гри розгортаються в королівстві Лотрік, де гравець має завершити цикл відновлення Полум'я. У 2014 році вийшла нова версія гри, яка включала базову гру та два доповнення (Ashes of Ariandel і The Ringed City) під назвою Dark Souls III: The Fire Fades Edition. Dark Souls III отримала визнання як від критиків, так і комерційно. Критики назвали її гідним і відповідним завершенням серії. У 2020, гра продала понад 10 мільйонів копій, що зробило її найшвидше продаваною грою в історії Bandai Namco на той час, поки рекорд не перевершила Elden Ring. У 2015 році Міядзакі заявив, що Dark Souls III, ймовірно, стане останньою грою в серії, оскільки FromSoftware планували зайнятися новими проектами, не пов'язаними з цією інтелектуальною власністю.

## Інші видання

Обкладинка першого випуску коміксу Dark Souls

Разом із випуском Dark Souls III у 2016 році дебютував комікс від Titan Comics, заснований на серії ігор. Приблизно в той же час була оголошена кампанія на Kickstarter для створення офіційної настільної гри від Steamforged Games Dark Souls — The Board Game. Кампанія була повністю профінансована протягом перших трьох хвилин після запуску. Гра вийшла у квітні 2017 року.
У лютому 2017, музика Мотої Сакураби для серії ігор була виконана живим оркестром у концертному залі Плеєль у Парижі. У вересні того ж року в Європі був випущений обмежений вініловий бокс-сет, що містив саундтреки з усіх трьох ігор серії. У Японії 24 травня 2018 вийшов бокс-сет, який включав покращені версії усіх трьох ігор для PlayStation 4, саундтреки до кожної гри, підставки для книг, художні принти та словники з детальним описом кожного ігрового предмета.

## Дотичні ігри

### Demon's Souls
Випущена в 2009 році для PlayStation 3, Demon's Souls вважається духовним попередником серії Dark Souls. Її також називають духовним наступником серії ігор King's Field, хоча водночас описують як окрему гру «з іншими основними ідеями ігрового дизайну». Гра черпала натхнення з таких відеоігор, як Ico, The Legend of Zelda і Otogi: Myth of Demons від FromSoftware, а також у таких мангах, як Берсерк, Saint Seiya та Химерні пригоди Джоджо.
На відміну від своїх наступників, Demon's Souls використовує систему центрального хабу під назвою «Nexus», де гравці можуть підвищувати рівень, ремонтувати обладнання або купувати певні предмети перед тим, як вирушити в один з п'яти зв'язаних світів. Унікальною функцією Demon's Souls є «Світова тенденція» (World Tendency), де складність світу залежить від кількості вбитих босів і того, як помирає гравець. Геймплей включає систему створення персонажа і робить акцент на збиранні здобичі через бої з ворогами в нелінійних, різноманітних локаціях. Гра мала багатокористувацьку систему, інтегровану в одиночний режим, де гравці могли залишати повідомлення та попередження для інших у їхніх світах, а також приєднуватися до інших гравців, щоб допомогати або вбивати їх. Після того, як FromSoftware подовжила життєвий цикл серверів, які планували вимкнути у 2011 році, багатокористувацький режим було остаточно відключено на початку 2018 року.

### King's Field
Серію ігор King's Field, також розроблену FromSoftware, вважають духовним попередником серії Souls. Її дебут відбувся у 1994 році з грою King's Field для PlayStation, згодом отримавши три продовження.

### Slashy Souls
У лютому 2016 року Bandai Namco Entertainment, у партнерстві з американським ритейлером GameStop, випустили Slashy Souls — безкоштовну мобільну гру в жанрі безкінечного ранеру, щоб прорекламувати Dark Souls III. Гра була виконана в стилі піксельної графіки та поділяє рівень складності серії. Однак, гра отримала вкрай негативні відгуки критиків. Рецензенти, такі як Кріс Картер з Destructoid і Джим Стерлінг, дали грі 1/10.

## Рецепція
| Гра                    | Середня оцінка Metacritic                      |
| ---------------------- | ---------------------------------------------- |
| Dark Souls             | PC: 85/100 PS3: 89/100 X360: 89/100            |
| Dark Souls II          | PC: 91/100 PS3: 91/100 X360: 91/100            |
| Dark Souls III         | PC: 89/100 PS4: 89/100 XONE: 87/100            |
| Dark Souls: Remastered | NS: 83/100 PC: 84/100 PS4: 84/100 XONE: 87/100 |

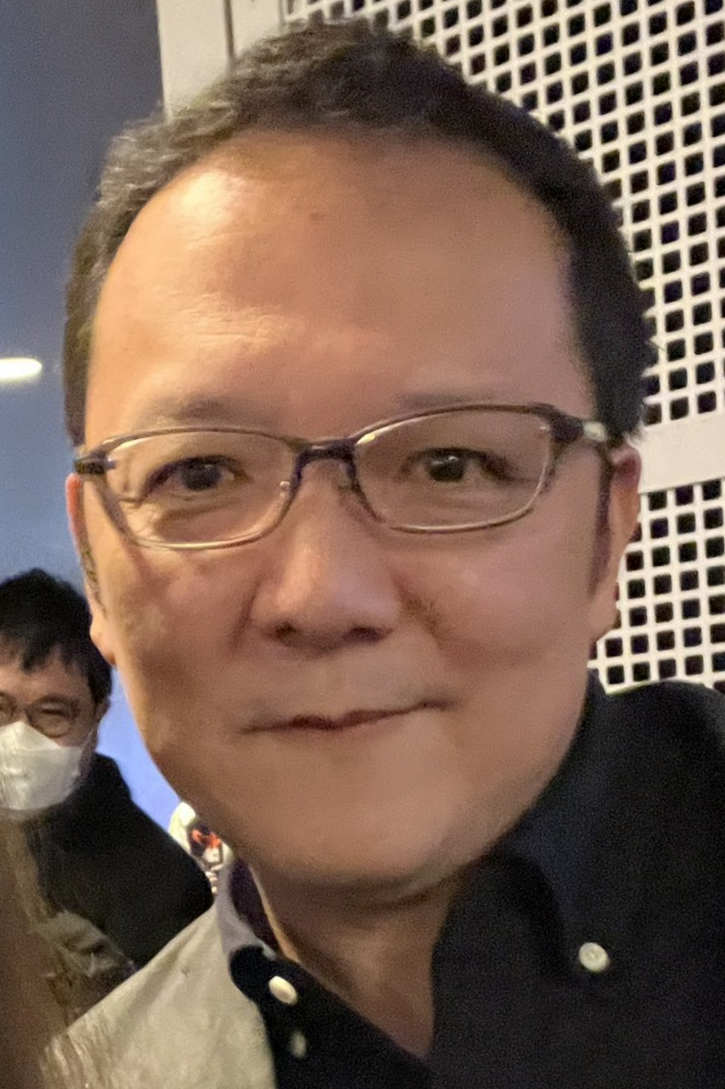
Хідетака Міядзакі, творець серії та режисер Dark Souls і Dark Souls III

Серія Dark Souls здобула визнання критиків, причому першу гру часто називають однією з найкращих відеоігор усіх часів.
Критики схвально оцінили ігрову механіку «кривавих слідів». Девід Креддок з Shacknews назвав її одним з основних елементів серії. Він зазначив, що найсуворіше покарання, яке можно отримати в грі Souls, — це «померти не один раз, а двічі». GamesRadar+ назвали механіку «кривавих слідів», у поєднанні з системою повідомлень у Demon Souls, «витонченим, елегантним способом, через який гравці керують один одним без потреби в словах», і додали, що «ціна невдачі рідко коли врівноважується на такій ненадійній лезі ножа», посилаючись на повертання до кривавих слідів.
Концепцію багать була також високо оцінена. Метью Елліотт з GamesRadar+ назвав багаття потужним символом полегшення та «насиченим коктейлем прогресу, втоми і радості» зазначивши, що хоча інші ігри викликають емоції своїми чекпойнтами, жодна гра не робить це так ефективно. Vice назвали багаття «слідом геніальності», що «перевинайшов чекпойнти» і дозволив гравцеві замислитися над своїм прогресом.

### Продажі та спадок
Станом на березень 2023 року, серія Dark Souls реалізувала 35,18 мільйонів копій за межами Японії. Dark Souls III побила рекорди продажів після виходу, продавши понад три мільйони копій у всьому світі у травні 2016 року, і залишалася найшвидше продаваною грою Bandai Namco, поки цей рекорд не був побитий Elden Ring у 2022 році.
Жанр Soulslike був натхнений спільними рисами серії, що призвело до появи багатьох ігор з подібними механіками. Інші ігри від FromSoftware, створені під керівництвом Міядзакі, такі як Demon's Souls, Bloodborne, Sekiro: Shadows Die Twice, і Elden Ring, поділяють багато тих самих концепцій Souls і часто асоціюються з цією серією, об'єднуючись під ярликом «Soulsborne».
Серія мала вплив на кілька функцій PlayStation Network, включаючи асинхронний обмін повідомленнями, соціальні мережі та обмін відео, а також на телевізійне шоу Stranger Things.